# Гибралтар на Светском првенству у атлетици на отвореном 1983.
Гибралтар је учествовао на 1. Светском првенству на отвореном 1983. одржаном у Хелсинкију, Финска, од 7. до 14. августа.
На првенству у Хелсинкију Гибралтар је представљао 1 спортиста који се такмичио у две дисциплине.
Представник Гибралтара није освојио ниједну медаљу, али је оборио национални рекорд на 800 метара и лични на 1.500 метара.

## Учесници
Мушкарци:
- Џон Чампори — 800 м и 1.500 м

## Резултати

### Мушкарци
| Атлетичар   | Дисциплина | Лични рекорд | Квалификација | Квалификација | Полуфинале           | Полуфинале           | Финале               | Финале       | Детаљи |
| Атлетичар   | Дисциплина | Лични рекорд | Резултат      | Место         | Резултат             | Место                | Резултат             | Место        | Детаљи |
| ----------- | ---------- | ------------ | ------------- | ------------- | -------------------- | -------------------- | -------------------- | ------------ | ------ |
| Џон Чампори | 800 м      | 1,54,5       | 1:52,30 НР    | 7. у гр 7     | није се квалификовао | није се квалификовао | није се квалификовао | 49 / 58 (60) |        |
| Џон Чампори | 1.500 м    | 3:57,5       | 1:56,92 ЛР    | 12. у гр 3    | није се квалификовао | није се квалификовао | није се квалификовао | 49 / 51 (52) |        |